# 大隐镇
大隐镇，是中国浙江省宁波市余姚市下属的一个镇，位于余姚市最东部，四明山山区东北麓，距宁波市区17公里。大隐镇总面积30.67平方公里，下辖5个行政村和1个居委会。

## 行政区划
下辖以下地区：
滨溪社区、芝林村、章山村、云旱村、学士桥村和大隐村。